# Rota dos Bórgia

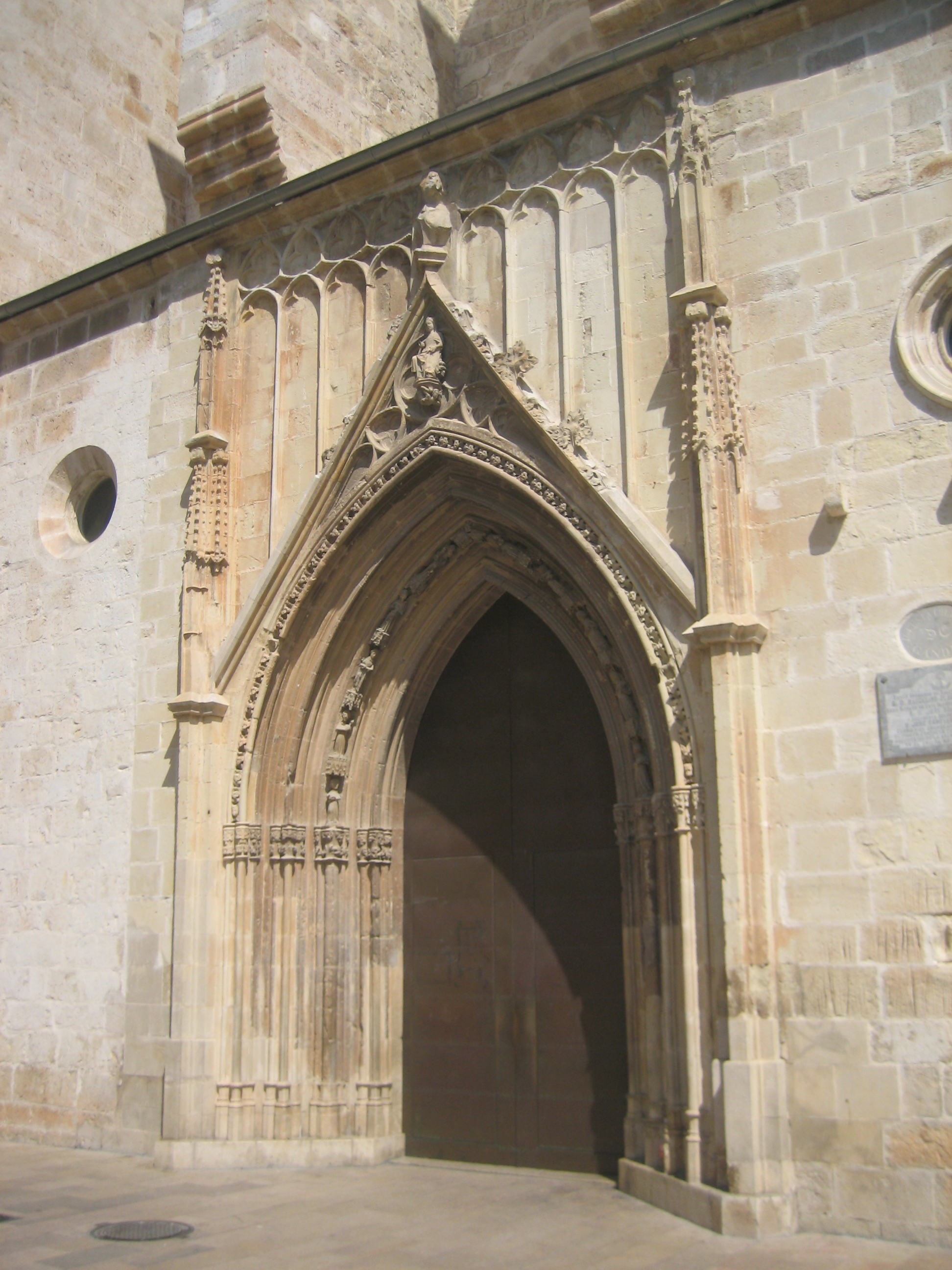
Igreja Colegiada de Gandia.

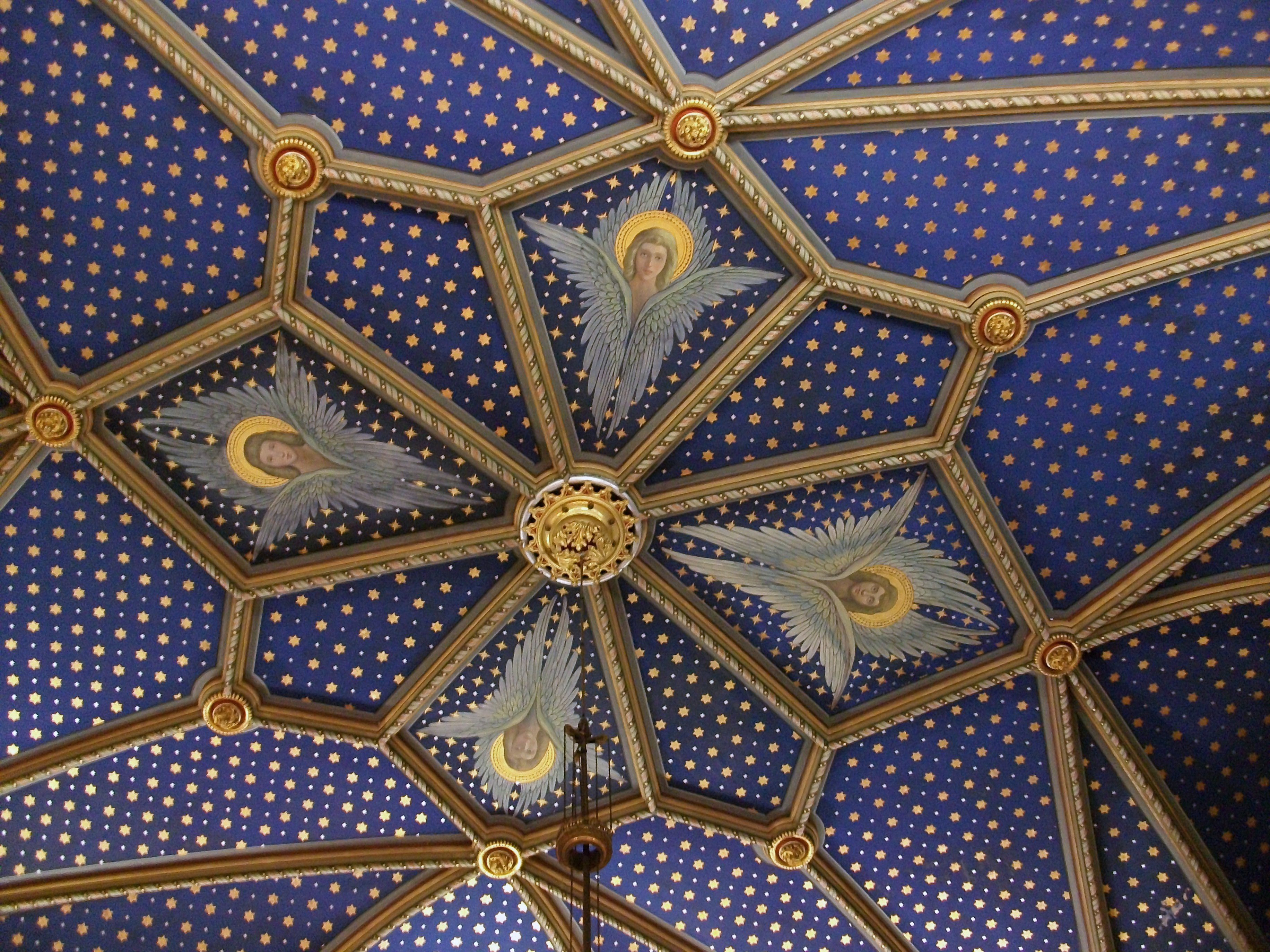
Palácio Ducal de Gandia.

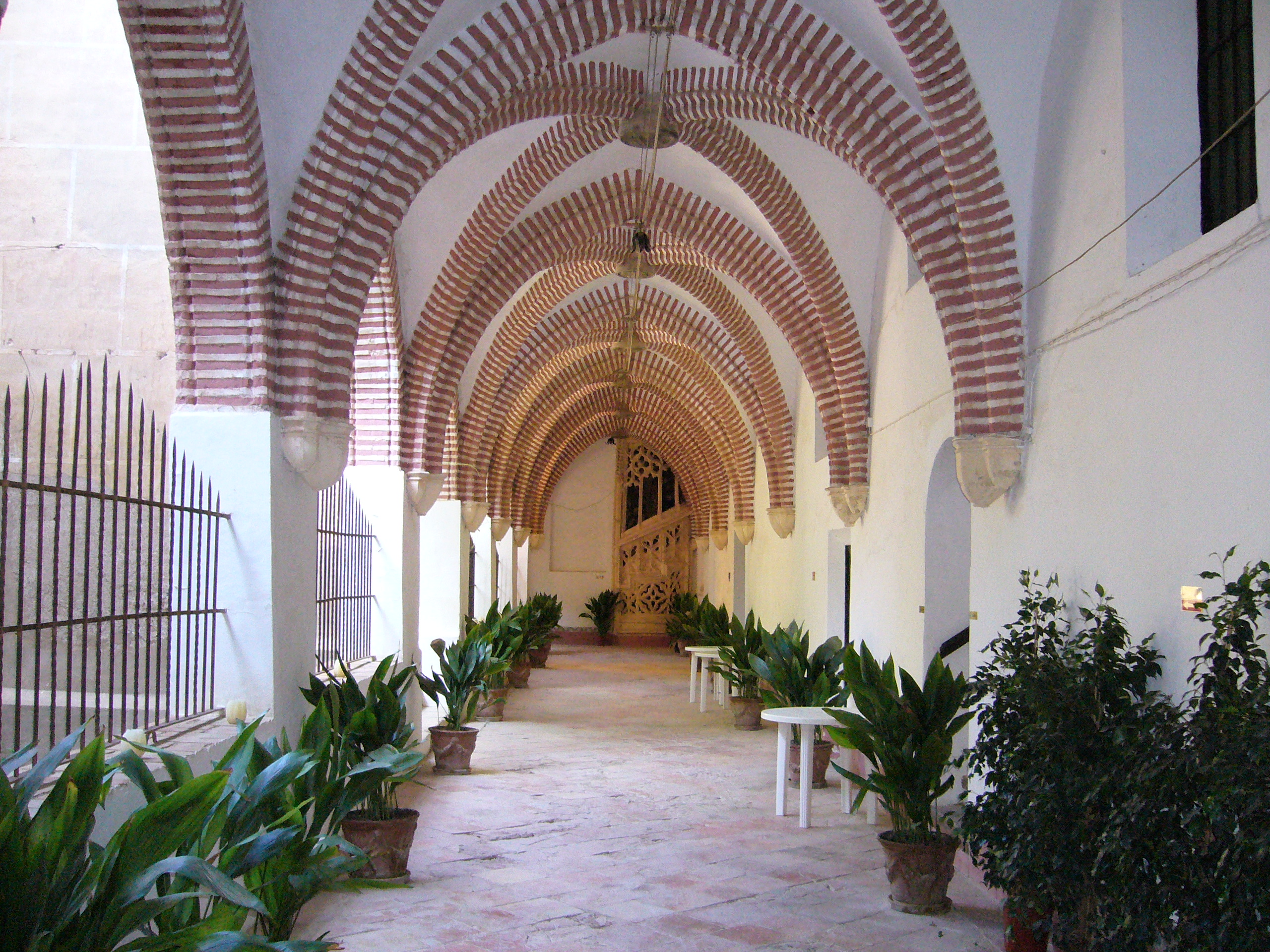
Lateral do claustro e escada do Mosteiro de São Jerónimo de Cotalba, século XIV.

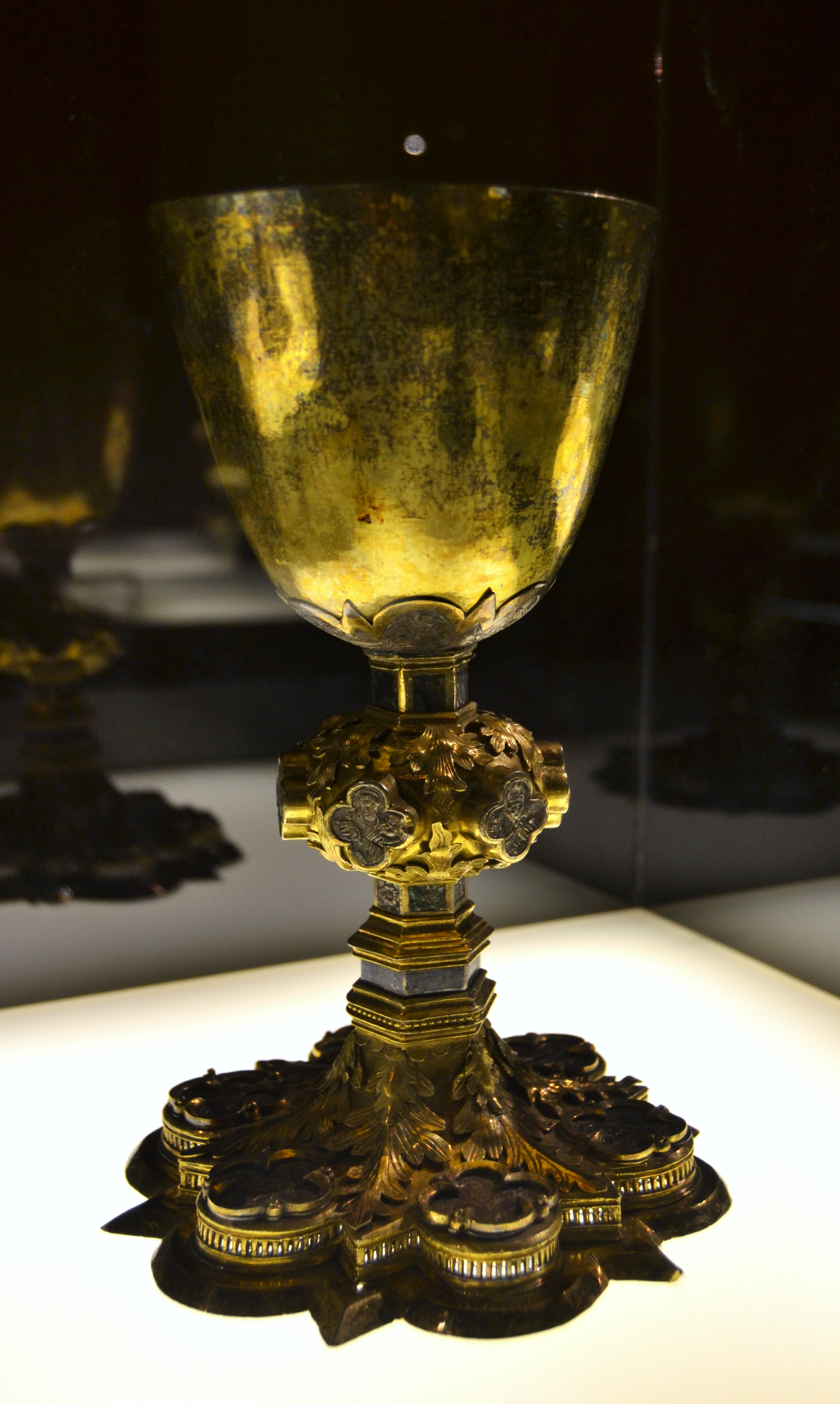
Cálice do Calixto III no museu da na Igreja Colegiada de Xàtiva.

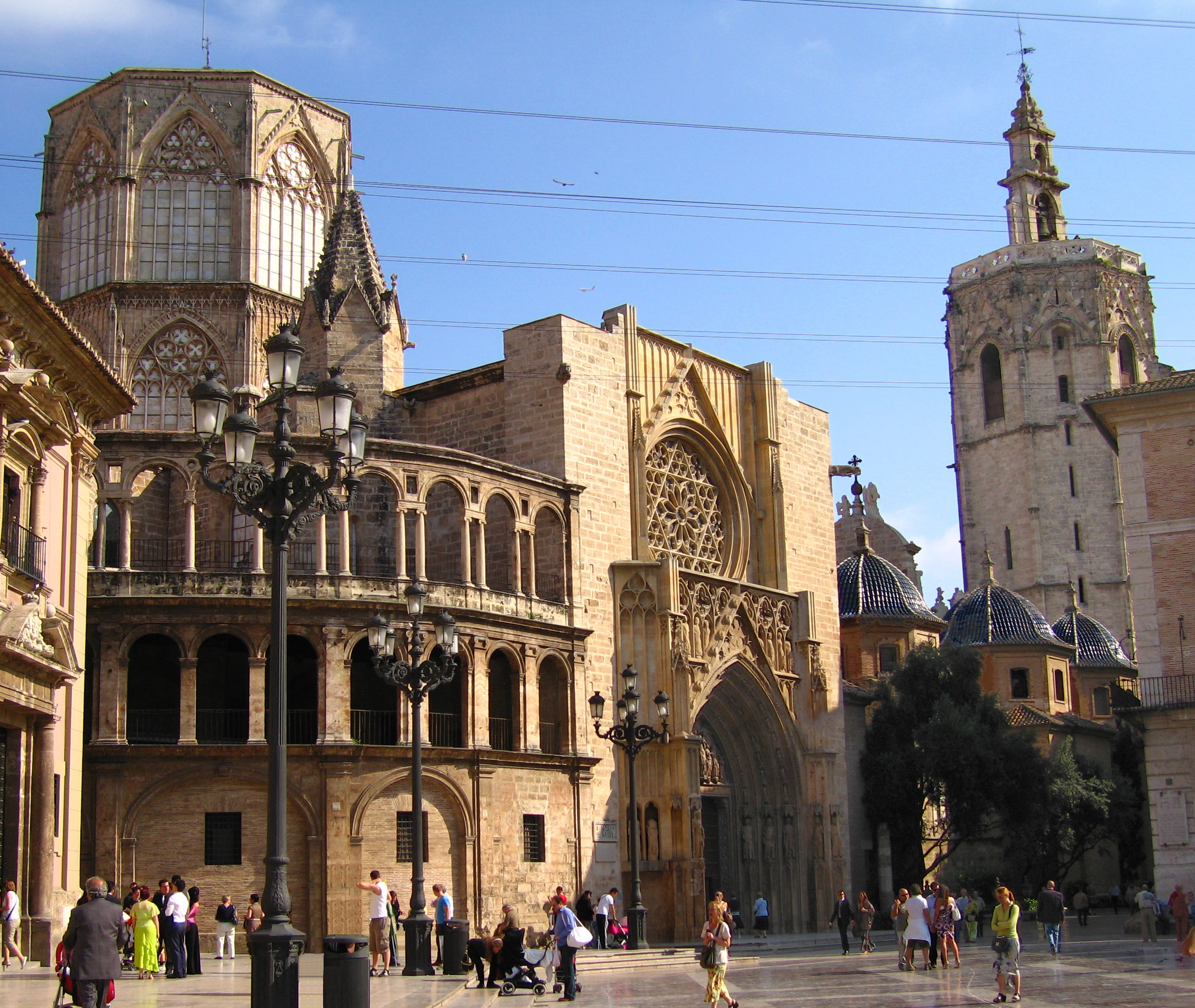
Detalhe da Catedral de Valência.

A Rota dos Bórgias é uma rota cultural que percorre o esplendor e as marcas deixadas pela família valenciana mais universal, os Bórgia, na Comunidade Valenciana (Espanha).
A família, estabeleceu-se em terras valencianas após a conquista do Reino de Valência pelo rei Jaime I de Aragão. A família é conhecida mundialmente como "'Borgia"', a forma italiana de transcrever o sobrenome de sua pronúncia em valenciano, Borja. 
Os papas Calisto III e Alexandre VI, César Bórgia e Lucrécia Bórgia e São Francisco de Borja são as figuras mais conhecidas desta linhagem que a partir de Canals e Xàtiva, através da Valência, veio a Roma, em seguida, retornar volta a Valência para refundar o Ducado de Gandia. A rota através do legado dos Bórgia iniciou-se na cidade de Gandia e terminou em Valência, passando por vários monumentos e cidades valencianas onde os Bórgia deixaram sua marca.

## A rota
A rota percorre os seguintes monumentos e as populações:
Gandia:
- Igreja Colegiada de Gandía
- Palácio Ducal de Gandía
- Convento de Santa Clara
- Hospital de San Marcos

Alfauir
- Mosteiro de São Jerónimo de Cotalba

Simat de la Valldigna
- Mosteiro de Santa María de la Valldigna

Canals
- Oratório dos Bórgia
- Torre e muralhas dos Bórgia

Xàtiva
- Igreja Colegiada de Xàtiva
- Local de nascimento de Alexandre VI
- Ermida de Santa Ana

Valência
- Catedral de Valência
- Palácio dos Bórgia
- Universidade de Valência (Estudio General)
- Igreja de San Nicolás de Bari

## Bibliografía
- José María Cruselles Gómez: Los Borja en Valencia. Nota sobre historiografia, historicismo y pseudohistoria Universidade de Valência. (em castelhano)
- Bibliografia da rota dos Bórgia. Cámara de Valencia. (em castelhano)
- Santiago La Parra: "La ruta valenciana de los Borja". Escapadas-Punto Cero. Gandía, 1997. ISBN 84-605-6908-X.
- Antoni Atienza Peñarroja. "Els Borja, valencians". Editorial L'Oronella. Valencia. 2003. ISBN 848973741X
- Martí Domínguez: "Els Borja". CEIC "Alfons el Vell", Gandia, 1985. ISBN 9788450527629.
- VV.AA.: Los Borja: del mundo gótico al universo renacentista (cat.exposición), Museo de Bellas Artes de Valencia, Generalitat Valenciana, 2001.
- VV.AA.: El hogar de los Borja (cat.exposición), Ayuntamiento de Játiva, 2001.
- VV.AA.: Xàtiva. L’espai del Borja. Itinerari fotográfic, Ayuntamiento de Játiva, 1992.
- VV.AA.: Els Borja a la sotsgovernació de Xàtiva (cat.exposición), Ayuntamiento de Játiva, 1994.
- VV.AA.: Xàtiva, Els Borja. Una projecció Europea (cat.exposición), Ayuntamiento de Játiva, 1994.